# Inhuma (geslacht)
Inhuma is een geslacht van hooiwagens uit de familie Gonyleptidae.
De wetenschappelijke naam Inhuma is voor het eerst geldig gepubliceerd door Piza in 1938. 

## Soorten
Inhuma omvat de volgende 2 soorten:
- Inhuma lopesi
- Inhuma pessoai